# Quadrant (Astronomie)

Schema eines Quadranten

Ein Quadrant (von lateinisch quadrans, der vierte Teil) ist ein historisches astronomisches Instrument, mit dem die Höhenwinkel und Positionen von Gestirnen ermittelt wurden. Er wurde erstmals in der griechisch-römischen Antike von Claudius Ptolemäus beschrieben. Während der Islamischen Expansion wurde er in den islamischen Ländern verbreitet. Von dort gelangten im Spätmittelalter Beschreibungen des Quadranten in das christliche Europa.
Weiterentwicklungen des Quadranten wurden auch zur Navigation, zur Bestimmung der Tageszeit, zur Topografie und Geodäsie verwendet.

## Aufbau und Funktion
Der klassische Quadrant besteht aus einem Viertelkreis mit Gradeinteilung, einer dazugehörigen Ablese-Vorrichtung, einem Diopter als Visier und einem Senklot. Das zu messende Gestirn wurde über den Diopter mit bloßem Auge anvisiert. Die Stellung des herabhängenden Lotes am Viertelkreis gab den Höhenwinkel an.
Große Mauerquadranten wurden an einer senkrechten, in Nord-Süd verlaufenden Mauer eingerichtet, um auf dem Meridian die Sternörter zu bestimmen. Bewegliche Quadranten wurden auf Stativen aufgestellt, kleine Quadranten in der Hand gehalten. Verbesserungen im Lauf der Zeit betrafen vor allem die Genauigkeit der Aufstellung, der Visierung und der Ablesung. Erst ab etwa 1650 wurden insbesondere von Adrien Auzout und Jean Picard die Diopter durch Messfernrohre mit Fadenkreuzokularen und Mikrometer ersetzt.
Die Beobachtung von Gestirnen war damals wegen der noch fehlenden Lichtverschmutzung etwas einfacher als heute.

## Geschichte

### Claudius Ptolemäus

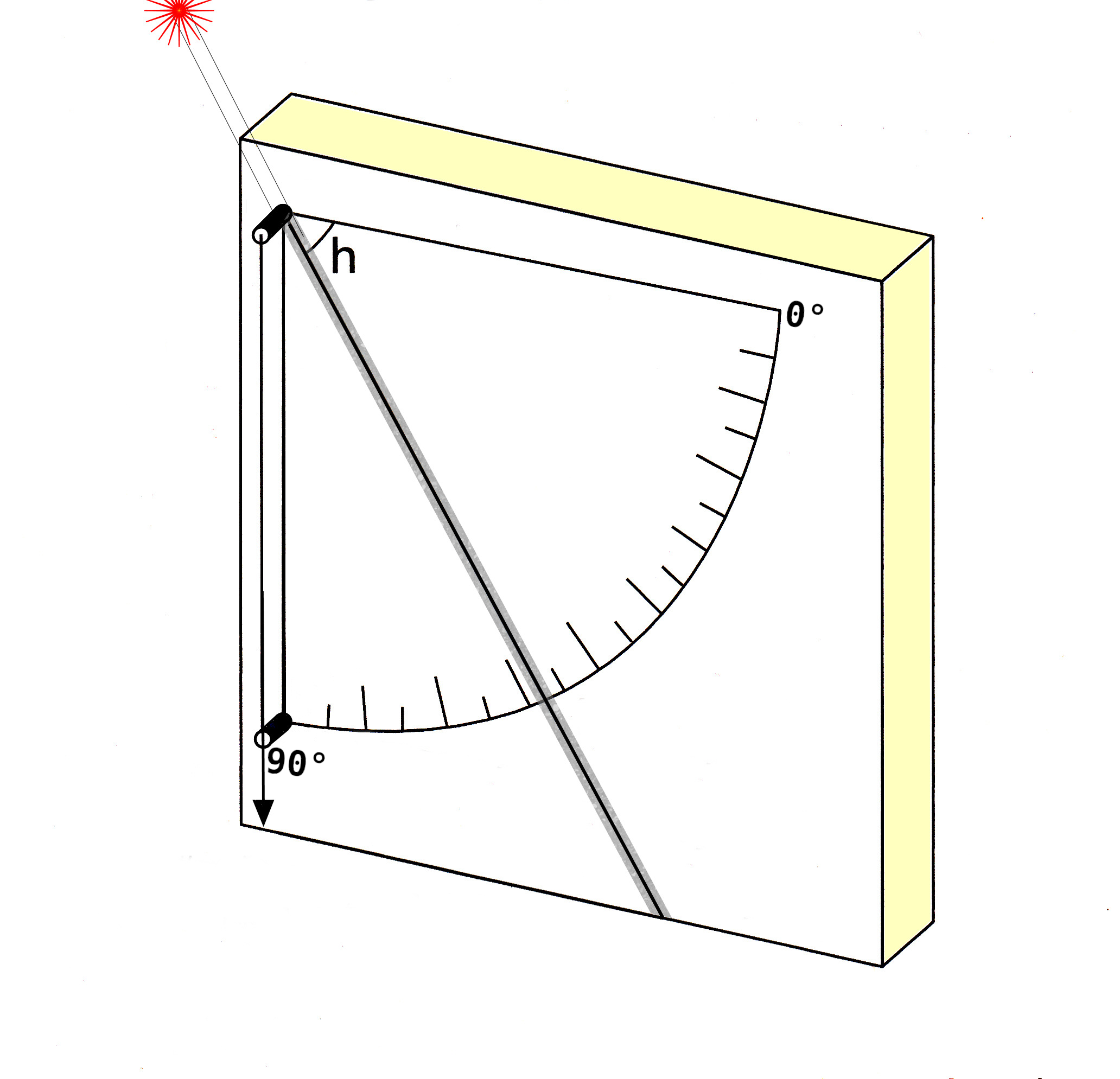
Schema des Quadranten des Ptolemäus

Ein Quadrant wurde erstmals im zweiten Jahrhundert von dem in Alexandria lebenden Claudius Ptolemäus in seinen später als Almagest bezeichneten Werken in Altgriechisch beschrieben. Sein Quadrant war eine quadratische Steinplatte, die in nord-südlicher Richtung ausgerichtet und mit einem Lot exakt waagerecht justiert war. Ein Stab in einem Loch in einer oberen Ecke diente als Achse für den auf der Platte eingezeichneten Viertelkreis mit Gradeinteilung. In der Mittagsonne warf der Stab einen Schatten auf die Skala, von der der Winkel des Sonnenstandes abgelesen werden konnte.

### Blütezeit des Islam

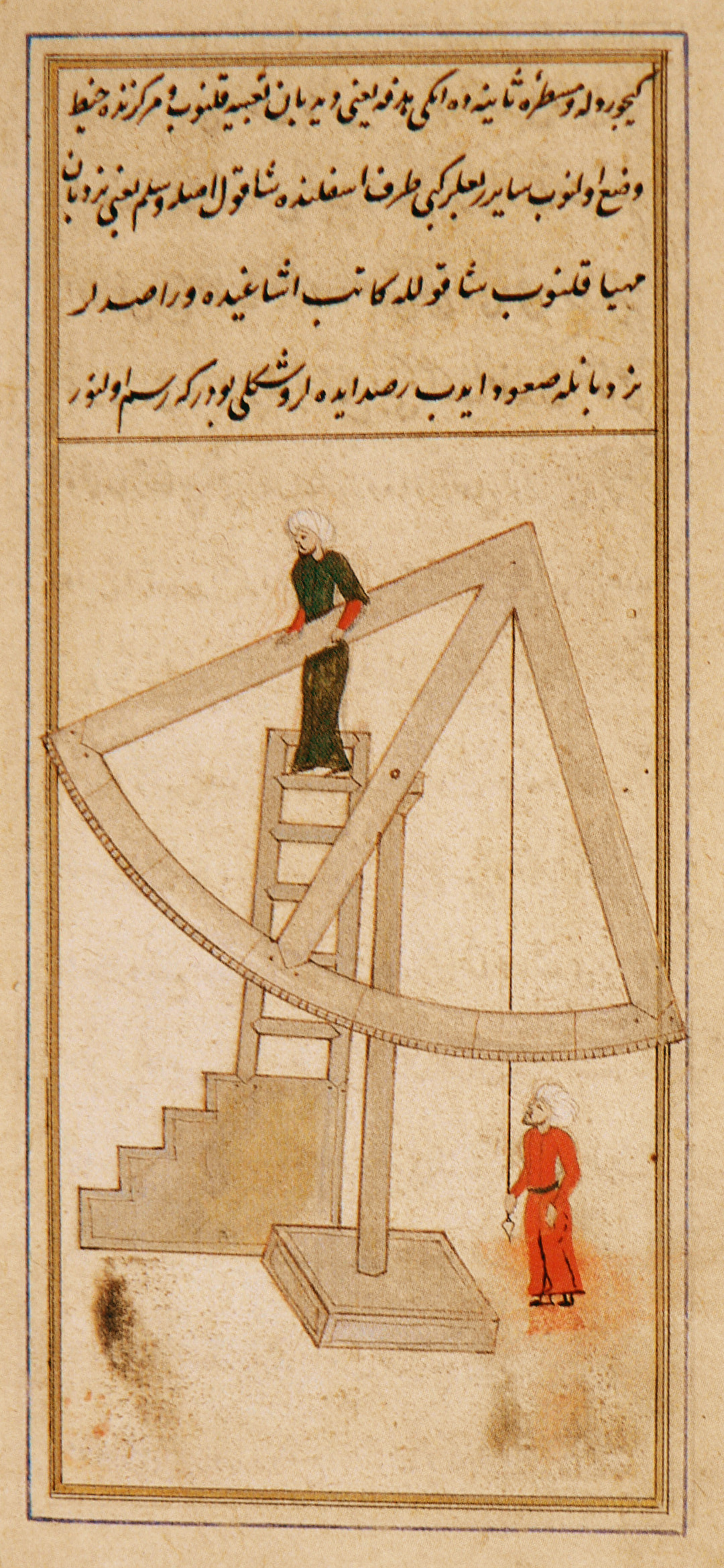
Hölzerner Quadrant
(türkische Miniatur, 1126)

Im neunten Jahrhundert, in der Blütezeit der islamischen Astronomie, überlieferten der am Haus der Weisheit in Bagdad tätige Thabit ibn Qurra (latinisiert Tebit) und der in Damaskus und in ar-Raqqa / ar-Rāfiqa (latinisiert Aracta) residierende Al-Battani (latinisiert Albategnius oder Albatanius) die Astronomie des Ptolemäus. Al-Farghani verfasste Kommentare und Erläuterungen zu den Almagesten. Al-Chazini schrieb im frühen 12. Jahrhundert unter anderem eine Abhandlung über den Quadrant.
In Ar-Raqqa (Aracta) und wohl auch in Damaskus wurden Observatorien mit großen Mauerquadranten gebaut.
Bei Maragha ließ Hülegü 1259 bis 1262 für den Astronomen Nasīr ad-Dīn at-Tūsī das Observatorium Rasad Khaneh errichten. Sein Meridianinstrument hatte einen Radius von 18 m und war wegen der Größe nur ein Sextant. Hülegüs Bruder Kublai Khan ließ in China 27 Sonnenobservatorien errichten. Die engen verwandtschaftlichen Beziehungen der Herrscher führten zu einem Austausch zwischen islamischen und chinesischen Astronomen.
An dem Observatorium bei Maragha und ganz allgemein in der islamischen Astronomie waren auch bewegliche Azimuthquadranten in Gebrauch, die auf Stativen aufgestellt wurden und mit denen auch Gestirne außerhalb des Meridians beobachtet werden konnten. Allgemein hatte die Islamische Astronomie einen Stand, der im christlichen Europa erst wieder im 16. Jahrhundert zur Zeit von Wilhelm IV. und Tycho Brahe erreicht wurde.
Im 14. Jahrhundert wurden auch kleine, in der Hand gehaltene Quadranten entwickelt und wie bei einem Astrolabium mit mehreren Funktionen, auch zur Bestimmung der Zeit, versehen. Beliebt waren die Quadranten, die die Gebetszeiten anzeigen konnten.
Ulugh Beg errichtete 1428 in Samarkand das 30 m hohe Observatorium Gurchani Zidsch, dessen Meridianinstrument einen Radius von 36 m hatte, das wegen der Größe ein Sextant war und teilweise in einem Mauergraben stand.

### Christliches Europa
Der Almagest und Werke der islamischen Astronomen wurden über die von Kaiser Friedrich II. gegründete Universität Neapel und über al-Andalus und die Übersetzerschule von Toledo ab der zweiten Hälfte des 12. Jahrhunderts in Europa bekannt.
Der älteste, in Mitteleuropa aufgefundene Quadrant dürfte der Zutphen Quadrant aus dem frühen 14. Jahrhundert sein, der in Zutphen in der niederländischen Provinz Gelderland ausgegraben wurde.
In der portugiesischen Seefahrt wird der Quadrant durch Heinrich den Seefahrer bekannt. Das Regimento do Astrolabio e do Quadrante wurde wohl um 1480 von einer von König Johann II. (1455–1495) berufenen Kommission eingeführt; es ist das erste nautische Handbuch und Almanach der christlichen Seefahrt.
Peter Apian veröffentlichte 1533 in seinem Instrument Buch eine ausführliche Beschreibung des Quadranten, dardurch Tag und Nacht, bey der Sonnen, Mon, unnd andern Planeten, auch durch ettliche Gestirn, die Stunden, und ander nutzung, gefunden werden. Ein Jahr zuvor hatte er das Buch auf Latein herausgegeben.
In dieser Zeit wurden neben den astronomischen Quadranten auch verschiedene kleinere Instrumente gebräuchlich. Mit dem geometrischen Quadranten konnten z. B. Höhen und Entfernungen nahegelegener Gebäude gemessen werden. Von Giovanni Battista Giusti gibt es einen Sonnenuhr-Quadranten, mit dem die Uhrzeit ermittelt werden konnte. Tobias Volckmer senior fertigte 1608 einen 36 cm hohen Universalquadranten an, mit dem mathematische, astronomische, astrologische und militärische Berechnungen durchgeführt werden konnten. Diese Instrumente waren viel zu teuer für den alltäglichen Gebrauch, nur wenige Herrscher und sehr wohlhabende Bürger konnten sie sich leisten.
Um 1560 ließ Wilhelm IV. von Hessen-Kassel das Kasseler Schloss durch einen Anbau mit der ersten Sternwarte Mitteleuropas erweitern, in der er zahlreiche astronomische Instrumente, unter anderen auch Quadranten von Ebert Baldewein und Jost Bürgi benutze, um astronomische Vermessungen durchzuführen.
1575 erhielt Wilhelm IV. Besuch von dem jungen Tycho Brahe, der einige Jahre zuvor Paul Hainzel beim Bau des Augsburger Quadranten unterstützt hatte, einem hölzernen Instrument mit einem Radius von 6,4 m.
Wilhelm IV. war von Tycho Brahes Fähigkeiten so überzeugt, dass er einen lobenden Brief an Friedrich II. von Dänemark sandte, der für den König Anlass war, Tycho Brahe die Öresundinsel Ven zur Verfügung zu stellen, auf der dieser zwischen 1576 und 1580 seine berühmte Sternwarte Uraniborg errichtete.

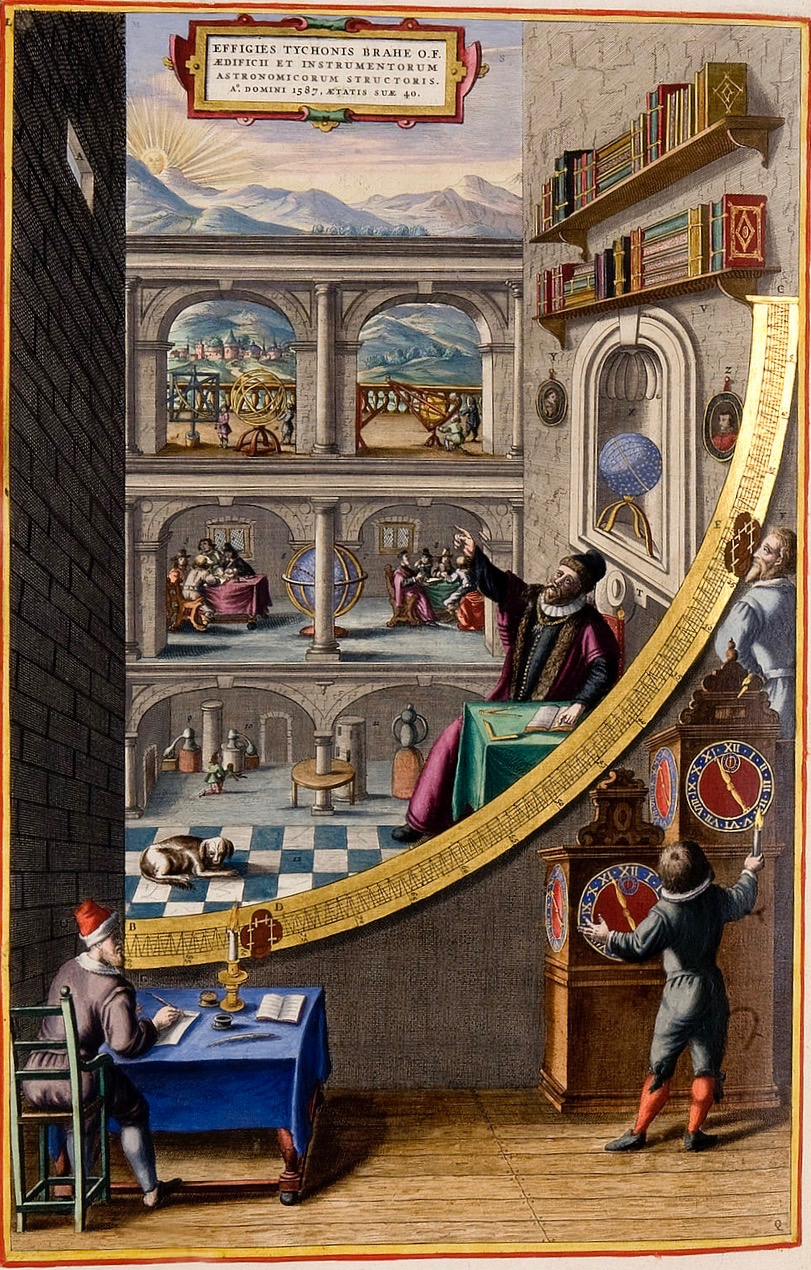
Tychos Mauerquadrant, ca. 1587

In Uraniborg konstruierte er um 1587 den in ganz Europa berühmt gewordenen Tychonischen Mauerquadranten zur Bestimmung von Meridiandurchgängen nach Höhe und Zeit. Das rund zwei Meter große Instrument war an einer Mauer im Meridian angebracht. Es hatte zwei bewegliche Diopter; die Gradeinteilung erlaubte die Angabe von Sechstelminuten bzw. 10 Bogensekunden. In der Mitte des Quadranten war ein kleiner drehbarer Zylinder in der Mauer zur Fixierung der Visur. Der Quadrant wurde von drei Personen bedient, dem Beobachter, der den Diopter auf den Stern einstellte und den Durchgang angab, der Zeitnehmer, der an wenigsten zwei Uhren die Zeit (Sekunden) ablas und ausrief, und dem Schreiber, der die Angaben in das Beobachtungsbuch eintrug.
Tycho Brahe hatte in Uraniborg auch einen Azimuthquadrant mit einem Radius von 1 ½ Ellen zur Messung der Höhe von Gestirnen. Sein Lot konnte mit einer Korrekturschraube justiert werden. Mit einem Diopterlineal konnten an seiner Skala mittels eines Nonius einzelne Minuten abgelesen werden. Er stand auf einem horizontalen Vollkreis, der ebenfalls Minuten angab. Mit ihm wurden zum ersten Mal Winkel durch ihre horizontale und vertikale Komponente bestimmt; er war insofern ein Vorläufer des Theodolit. In seinem 1598 in Wandsbek veröffentlichten Werk Astronomiae instauratae mechanica bildete er zahlreiche Quadranten, Sextanten und andere astronomische Instrumente ab.
Ähnliche Instrumente gab es auch auf der Sternwarte in Kassel, da Tycho Brahe und Jose Bürgi einen regen Schriftverkehr unterhielten. Deren Quadranten wurden das Vorbild für die nächsten Jahrzehnte.
Snellius verwendete 1615 einen Quadranten zur Winkelmessung bei der von ihm erstmals durchgeführten Landesvermessung durch geodätischen Triangulation.
Johannes Hevelius, der von 1649 bis 1679 in Danzig eine Sternwarte mit einem Fernrohr und zahlreichen Quadranten und Sextanten betrieb, erhöhte die Ablesegenauigkeit durch eine Mikrometerschraube an dem Diopter. Er und seine zweite Frau Elisabeth Hevelius hielten ihre mit bloßem Auge durchgeführten Beobachtungen immer noch für genauer als die mit einem Teleskop, deren damalige Linsen sie (noch) nicht für verzerrungsfrei hielten. Hevelius veröffentlichte eine genaue Beschreibung seiner Instrumente in Machina coelestis.
Jean Picard und Adrien Auzout ersetzten in den Jahren 1667 und 1668 die Diopter durch Messfernrohre, in die Fadenkreuzokulare und Mikrometer eingebaut waren. Für nächtliche Beobachtungen konnten die im Okular eingehängten feinen Fäden durch eine seitliche Lichtquelle sichtbar gemacht werden. Mit einem dieser Quadranten führte Abbé Picard in den nachfolgenden Jahren die Triangulation des Meridianbogens Paris – Amiens durch, der Beginn der Vermessung Frankreichs, die dann durch ihn, Jean-Dominique Cassini (Cassini I), Philippe de La Hire und später vor allem von Jacques Cassini (Cassini II) und Cassini de Thury (Cassini III) fortgesetzt wurde.
1678 ließ Cassini I einen Azimuthalquadrant mit Fernrohr für das Pariser Observatorium anfertigen, Picard baute dort einen Mauerquadrant mit Fernrohr, der 1683, nach seinem Tod, fertig wurde, und John Flamsteed errichtete im gleichen Jahr einen im Royal Greenwich Observatory.
Nicolas Bion war ein französischer Hersteller von Globen und mathematischen Instrumenten, der zwischen 1699 und 1709 mehrere Werke veröffentlichte, unter anderem mit ausführlichen Beschreibungen von Quadranten, die mehrfach aufgelegt und übersetzt wurden. Die von ihm beschriebenen und hergestellten Quadranten hatten sämtlich Messfernrohre und waren in alle Richtungen schwenkbar.
Als zu Ende des 17. Jahrhunderts die Ausstattung mit Fernrohr Standard wurde, entwickelten sich große Mauerquadranten zum Hauptinstrument vieler Sternwarten. Die Herstellung konzentrierte sich zunehmend auf wenige Werkstätten in London und Paris, insbesondere auf George Graham, Jonathan Sisson, John Dollond und John Bird in London sowie Jean-Jacques Langlois, Jacques Canivet und Étienne Lenoir in Paris. Deren Quadranten aus Eisen und Messing wurden steifer und dadurch sowie durch besser werdende Fernrohre genauer.
Gegen Ende des 18. Jahrhunderts wurden die Quadranten und Oktanten abgelöst durch spezialisiertere Instrumente wie den Bordakreis, den Meridiankreis, den Theodolit und den nautischen Sextanten. Für alle diese Instrumente war die Genauigkeit der Einteilung der Teilkreise von zunehmender Bedeutung, die ab dem Ende des 18. Jahrhunderts mit besonderen Kreisteilungsmaschinen hergestellt wurden.
Nachgebaute Quadranten und moderne Bausätze sind auch heute noch in Verwendung, z. B. bei Amateurastronomen, für einführende Messübungen und – in weiterentwickelter Form – zur Höhenbestimmung im Forst- und Bauwesen.

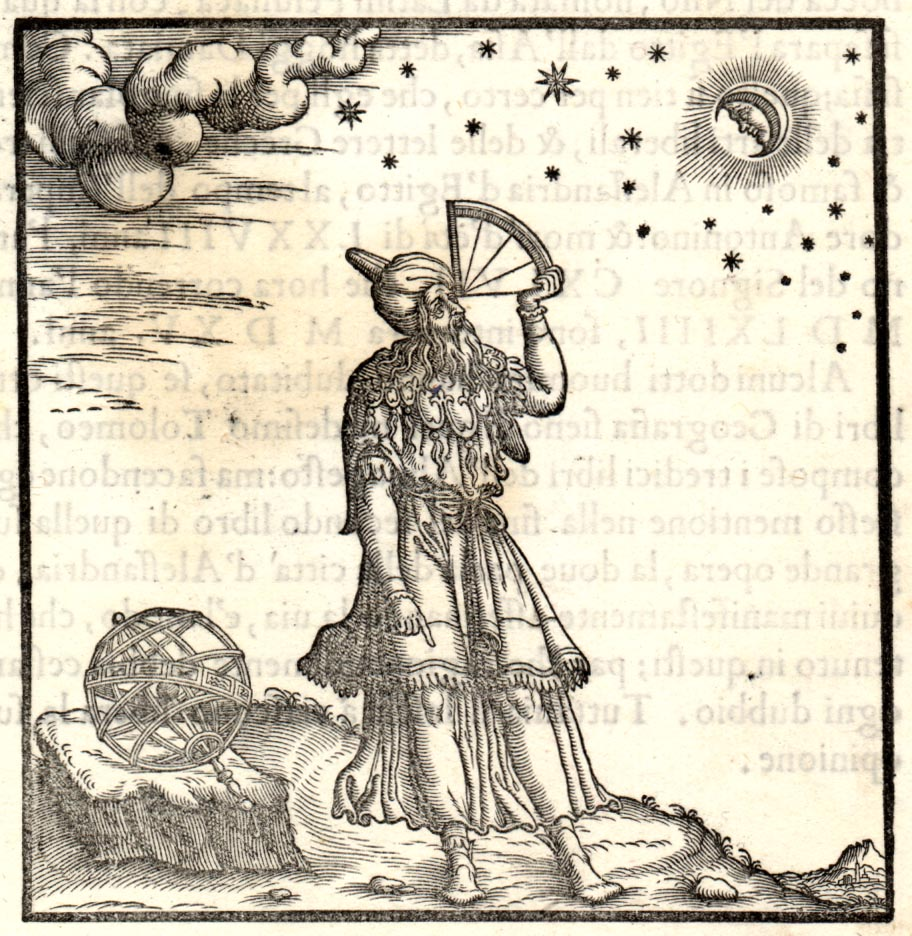
Claudius Ptolemäus mit Quadrant
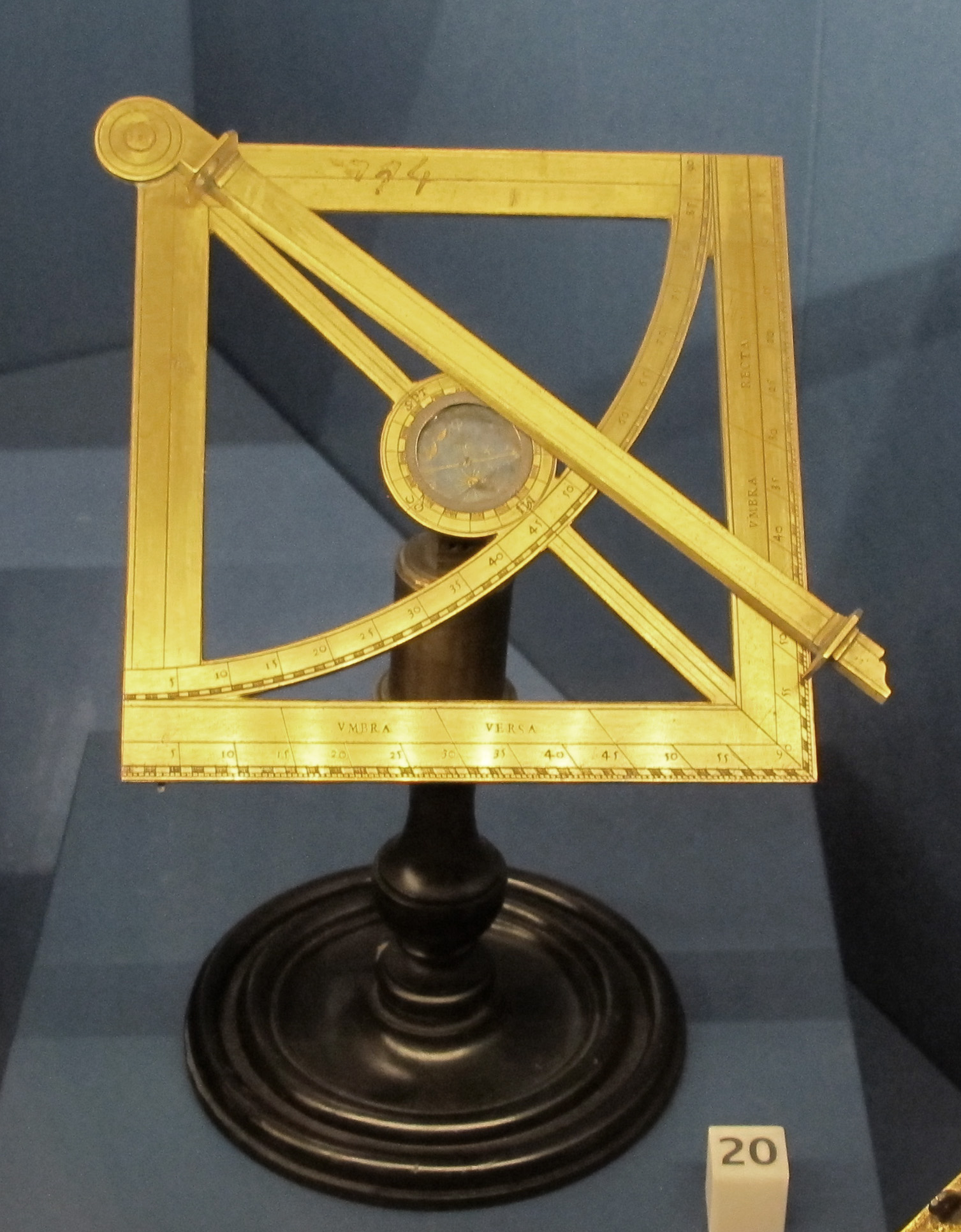
Geometrischer Quadrant, 16. Jhdt
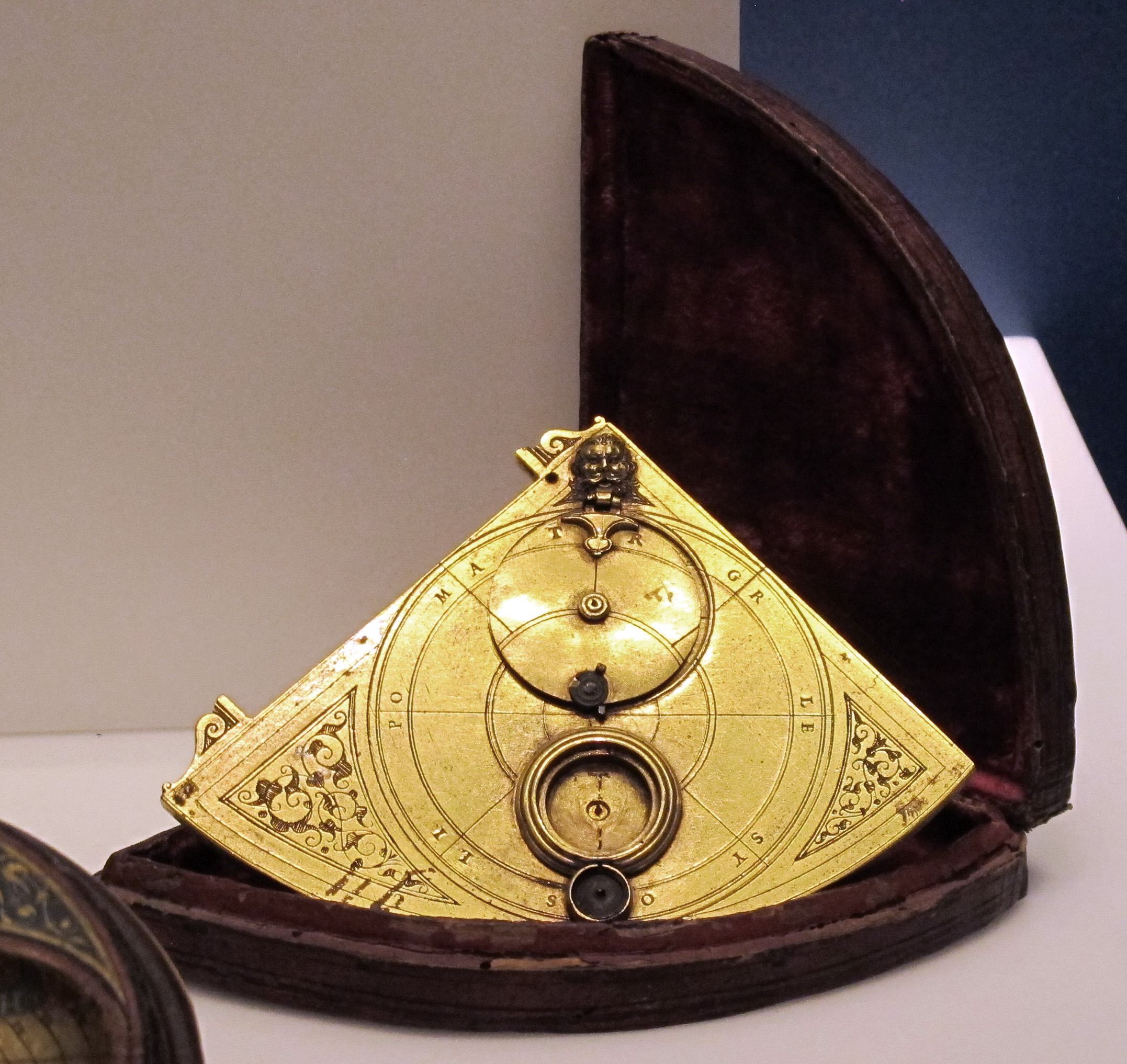
Sonnenuhr-Quadrant von Giovanni Battista Giusti, zwischen 1550 und 1600
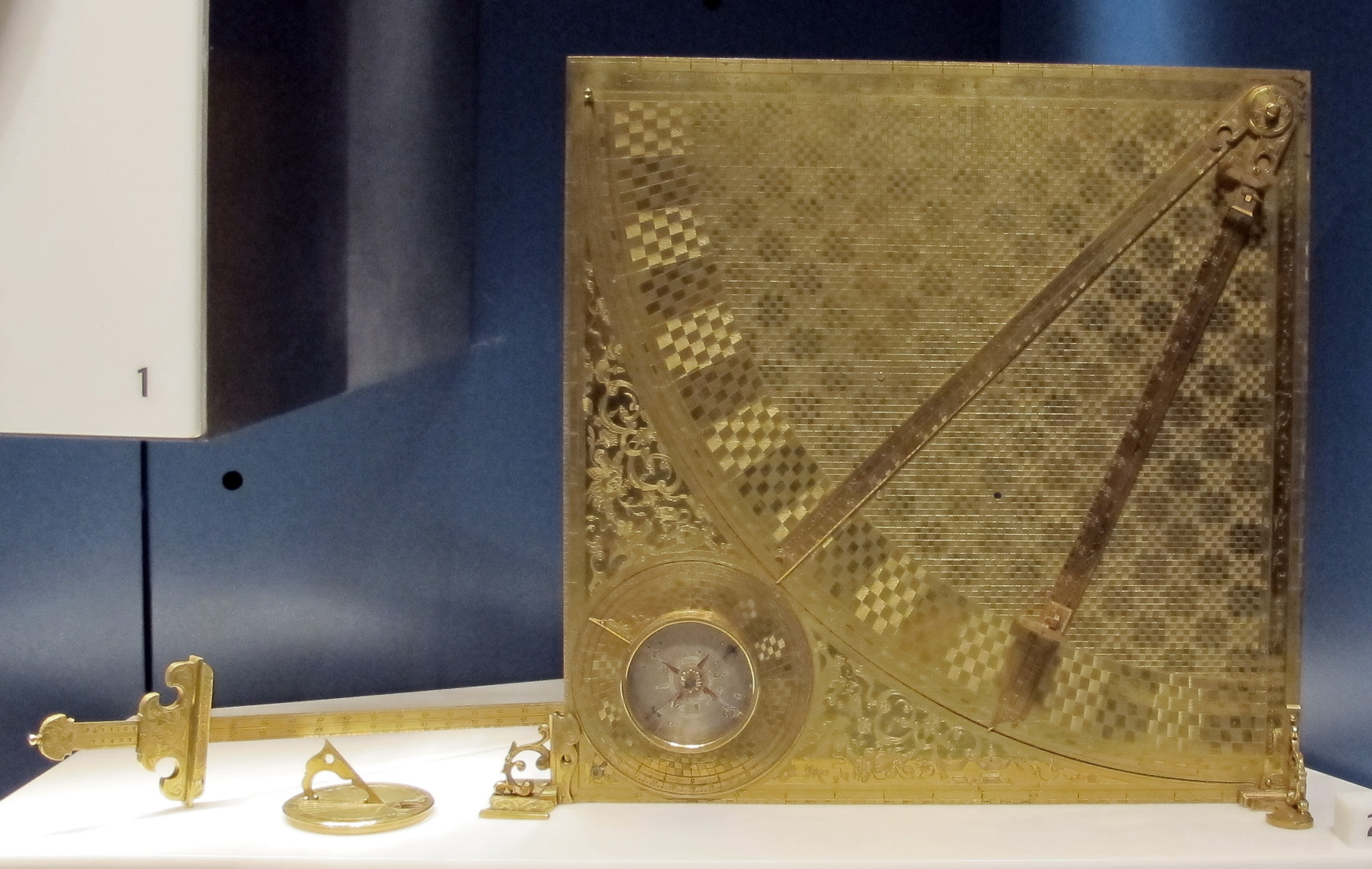
Universalquadrant von Tobias Volckmer, 1608
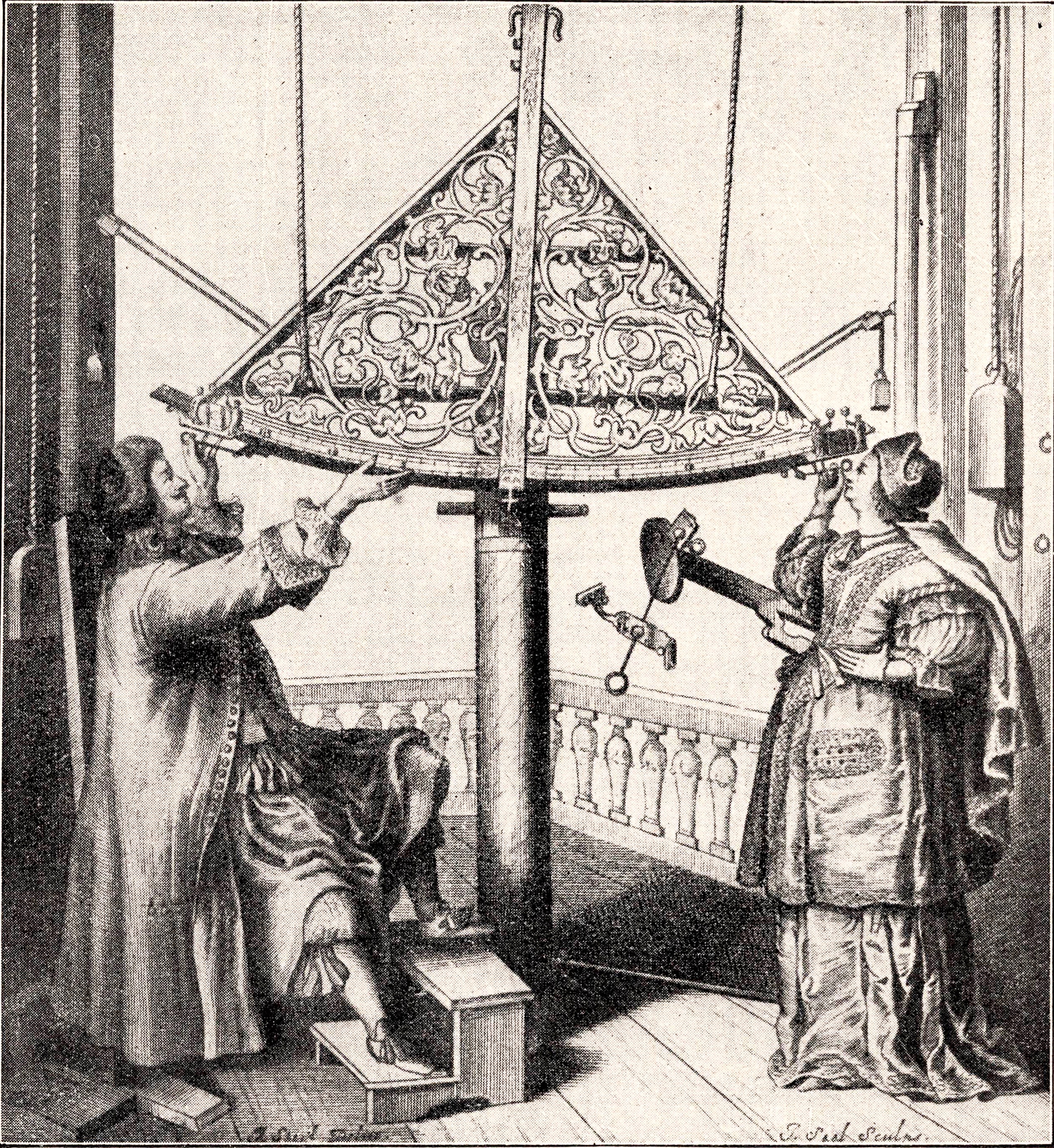
Hevelius und seine Frau Elisabeth am Quadrant, 1673
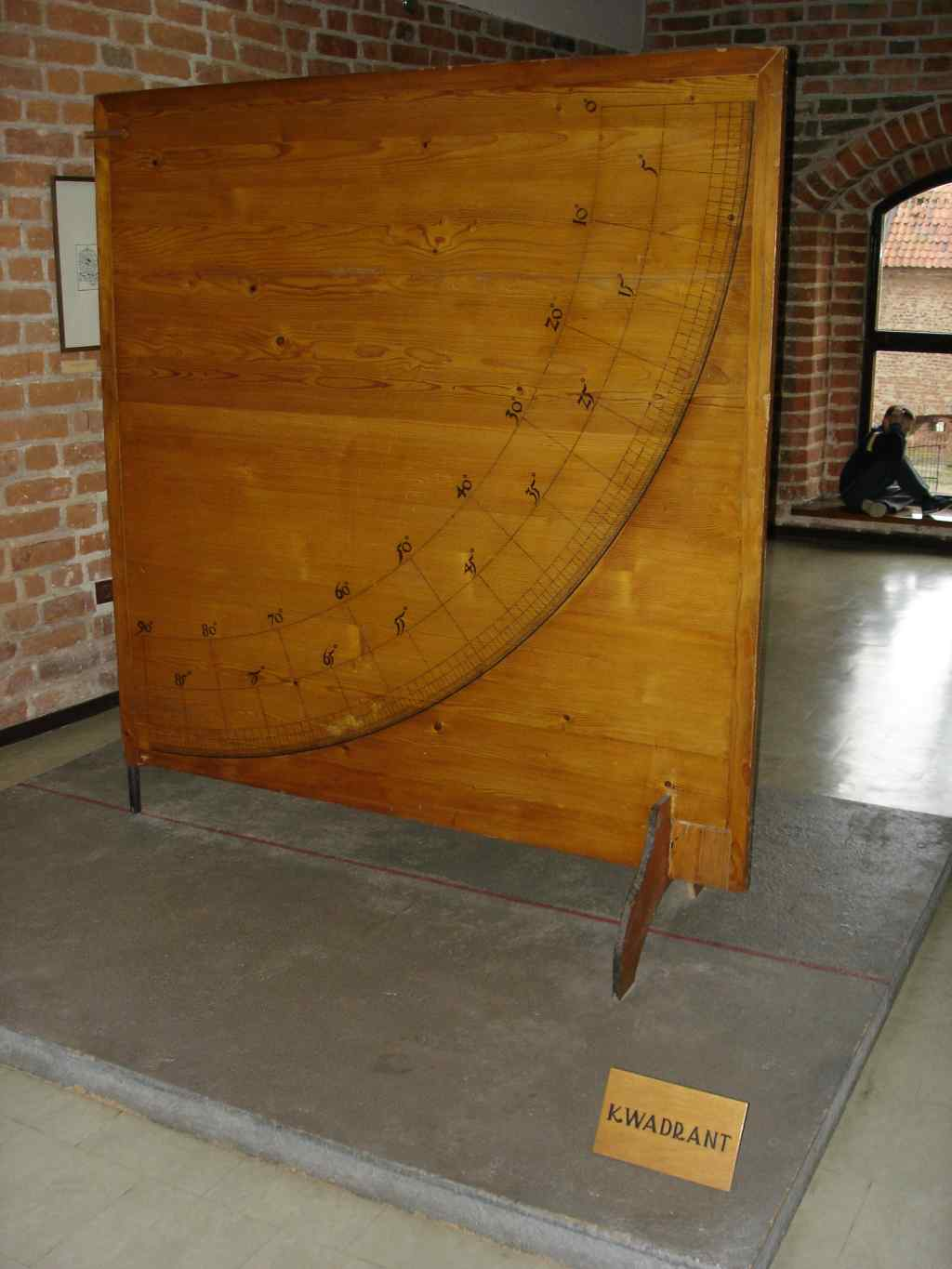
Quadrant im Kopernikusmuseum Frombork (Polen)
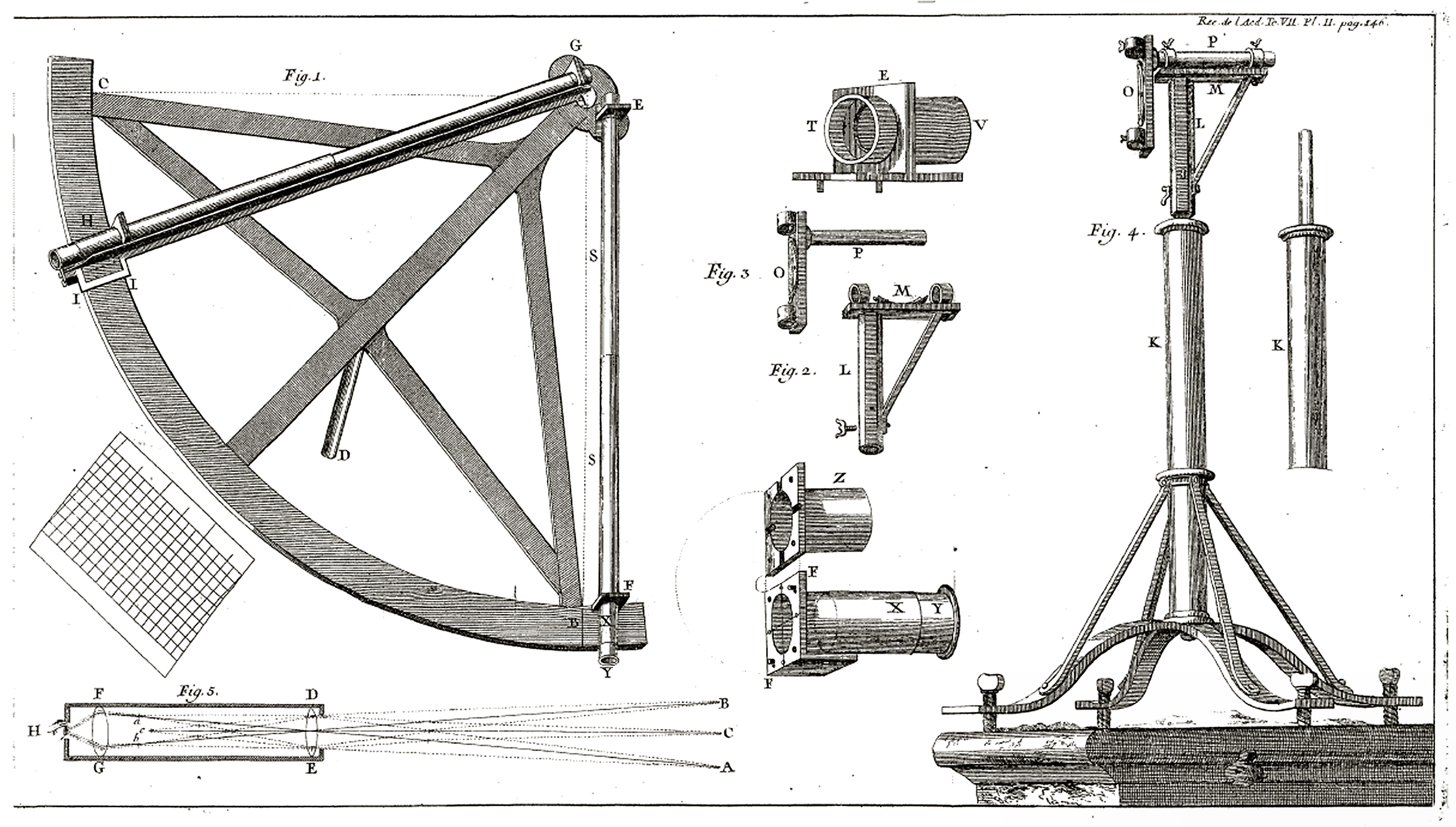
Picards Quadrant
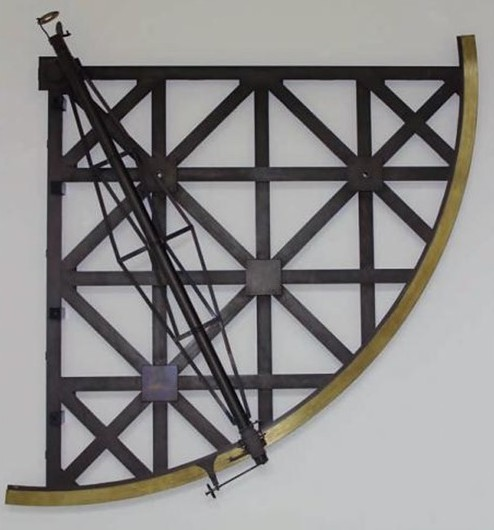
John Birds Mauerquadrant für die Sternwarte Göttingen, 1756